# Austrolimnophila brevisetosa
Austrolimnophila brevisetosa är en tvåvingeart som beskrevs av Alexander 1950. Austrolimnophila brevisetosa ingår i släktet Austrolimnophila och familjen småharkrankar. Inga underarter finns listade i Catalogue of Life.